# Dembiohammer
Dembiohammer (polnisch Dębska Kuźnia, 1936–1945 Eichhammer) ist eine Ortschaft in Oberschlesien. Der Ort liegt in der Gemeinde Chronstau (Gmina Chrząstowice) im Powiat Opolski in der Woiwodschaft Oppeln in Polen.

## Geographie

### Geographische Lage
Das Straßendorf Dembiohammer liegt zwölf Kilometer östlich von der Kreisstadt und Woiwodschaftshauptstadt Opole (Oppeln) sowie drei Kilometer östlich des Gemeindesitzes in Chronstau. Der Ort liegt in der Nizina Śląska (Schlesische Tiefebene) innerhalb der Równina Opolska (Oppelner Ebene). Durch das Dorf fließt die Himmelwitzer Wasser. Im nördlichen Teil des Dorfes durchzieht die Landesstraße Droga krajowa 46 die Ortschaft. Im Norden und Osten grenzt Dembiohammer an weitläufige Waldgebiete. 

### Nachbarorte
Dembiohammer grenzt im Süden an Dembio (Dębie), im Westen an Chronstau (Chrząstowice) und im Norden an Tempelhof (Niwki). Im Osten grenzt Dembiohammer an Malapane (Ozimek).

## Geschichte

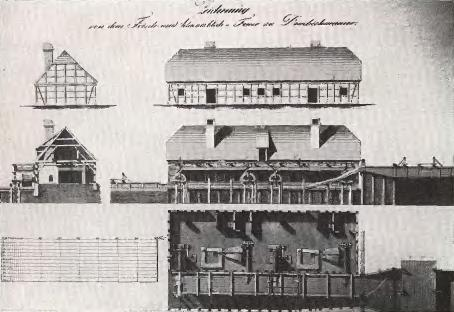
Frischfeuer in Dembiohammer

Der Ort wurde 1531 erstmals urkundlich erwähnt. Um 1783 erbaute die Malapaner Hütte ein Hüttenwerk in Dembiohammer.
Nach dem Ersten Schlesischen Krieg 1742 fiel Dembiohammer mit dem größten Teil Schlesiens an Preußen.
Nach der Neuorganisation der Provinz Schlesien gehörte die Landgemeinde Dembiohammer ab 1816 zum Landkreis Oppeln im Regierungsbezirk Oppeln. 1818 entstand die erste Schule im Ort. 1845 bestanden im Dorf ein Vorwerk, eine katholische Schule, ein Hüttenwerk, ein Frischfeuer, eine Wassermühle, eine Brauerei, eine Brennerei, drei Schmieden und 47 Häuser. Im gleichen Jahr lebten in Dembiohammer 423 Menschen, davon neun evangelisch und 10 jüdisch. Zum Ort gehörte die Kolonie Dembiohammer. 1858 durchquerte der erste Zug in Dembiohammer die Strecke zwischen Oppeln und dem oberschlesischen Industriegebiet. 1861 zählte Dembiohammer 33 Häusler- und 24 Angerhäuserstellen. Die katholische Schule zählte im gleichen Jahr 100 Schüler. 1874 wurde der Amtsbezirk Dembiohammer gegründet, welcher die Landgemeinde Chronstau, Lendzin, Dembiohammer und Dembiohammer Colonie und dem Gutsbezirk Zbitzko umfasste. Erster Amtsvorsteher war der Rittergutsbesitzer Scholz in Dembiohammer.
Bei der Volksabstimmung in Oberschlesien am 20. März 1921, die in der Gegend von bürgerkriegsähnlichen Zuständen begleitet wurde, stimmten in Dembiohammer 356 Personen für einen Verbleib bei Deutschland und 206 für Polen. Dembiohammer verblieb wie der gesamte Stimmkreis Oppeln beim Deutschen Reich. Ein Bahnhof wurde 1931 eingerichtet.
Ab 1933 führten die neuen nationalsozialistischen Machthaber groß angelegte Umbenennungen von Ortsnamen slawischen Ursprungs durch. So wurde am 19. Mai 1936 der Ort in Eichhammer umbenannt. 1933 zählte der Ort 882 Einwohner, 1939 wiederum 1017. 
Dembiohammer wurde im Januar 1945 von der Roten Armee eingenommen. Im Dorf wurden daraufhin 19 Zivilisten umgebracht. 1945 kam der Ort unter polnische Verwaltung und wurde der Woiwodschaft Schlesien angeschlossen. Zum 12. November 1946 erhielt das Dorf den polnischen Namen Dębska Kuźnia. 1950 wurde Dembiohammer Teil der Woiwodschaft Oppeln und 1999 des wiederhergestellten Powiat Opolski. Seit dem 25. Januar 2006 ist Deutsch in der Gemeinde Chronstau, der der Ort angehört, zweite Amtssprache. Im Mai 2008 erhielt der Ort den zusätzlichen amtlichen Ortsnamen Dembiohammer.

### Einwohnerentwicklung
| Jahr | Einwohner |
| ---- | --------- |
| 1845 | 423       |
| 1855 | 389       |
| 1861 | 437       |
| 1933 | 882       |
| 1939 | 1017      |

| Jahr | Einwohner |
| ---- | --------- |
| 2016 | 1280      |

## Sehenswürdigkeiten
- Die römisch-katholische Kirche St. Anna und St. Hedwig wurde zwischen 1979 und 1981 erbaut.[9]
- Denkmal für die Gefallenen beider Weltkriege

## Söhne und Töchter des Ortes
- Simon Seligmann Pappenheim (1773–1840), deutscher Dichter, Redakteur und Dolmetscher, Redakteur des Oberschlesischen Anzeigers